# Kanton Dole-Sud-Ouest
Der Kanton Dole-Sud-Ouest war von 1973 bis 2015 ein französischer Wahlkreis im Département Jura und in der ehemaligen Region Franche-Comté. Er umfasste acht Gemeinden im Arrondissement Dole; sein Hauptort (frz.: chef-lieu) war Dole.

## Gemeinden
- Abergement-la-Ronce
- Choisey
- Crissey
- Damparis
- Dole (Teilbereich)
- Gevry
- Nevy-lès-Dole
- Parcey